# Jan Moštěk
Jan Moštěk (9. srpna 1923, Nová Říše – 2. března 2001, Volfířov) byl český malíř a spisovatel, jehož výtvarné dílo vychází z expresionismu.

## Život
Vyrůstal v početné rodině 15 dětí v Nové Říši nedaleko premonstrátského kláštera. Měl snivou povahu, od dětství rád maloval. Jeho sestra vzpomíná: „Tatínek sedí na stoličce a drží Janův výkres, na kterém je znázorněn rybník s vrbami a rákosím, kresleno tuší a redisperem. Obrázek se mi moc líbil a je mi smutno, že půjde jako mnoho jiných do tatínkových bot jako vložka. Tatínek, obchodní cestující, konal své obchodní cesty po celém kraji pěšky.“
Zprvu se vyučil malířem pokojů, později pracoval se skupinou restaurátorů, v padesátých letech chtěl být na volné noze, což se mu částečně podařilo. Bydlel v opuštěném domě nedaleko vesnice, maloval, psal, živil se u rodičů. Později byl z chalupy vypovězen a jeho samota přerostla v bezdomovství. Prodal tehdy všechny své obrazy. Posledních dvacet pět let strávil v naprosté izolaci na faře ve Volfířově u Dačic. Zde také na jaře roku 2001 zemřel, v době kdy se v plném proudu připravovalo jeho první výtvarné uvedení v Praze.

## Dílo
Jan Moštěk je ojedinělá osobnost našeho literárního a výtvarného života. Jeho výtvarné dílo vychází z expresionismu. Obrazy se vyznačují syrovou malbou, barevností a jistou intimitou daného okamžiku (zvláště u krajin). Z jeho děl sálá opravdovost a hluboké zaujetí tvorbou, do které se úplně ponořil.
Václav Vokolek, který se Mošťkem zabývá již 25 let, hodnotí jeho literární dílo jako velice sugestivní, které nemá v literárním kontextu obdoby. Některé Mošťkovy texty nastudoval pro rozhlas Radim Vašinka a později je také uvedl v Krytovém divadle Orfeus. Retrospektivní výstava Jana Mošťka a jeho první prezentace širší veřejnosti vznikla z velkého zaujetí Pavla Vlčka a Martina Soukupa z agentury Ecquo pro dílo tohoto autora a vstřícným přístupem Galerie Franze Kafky, v jejíž výstavní koncepci je kromě jiného také uvádění méně známých, či úplně neznámých umělců, jejichž díla mají nadčasovou myšlenkovou i estetickou hodnotu.